# Gewehr 1888
Gewehr 1888 (Reichsgewehr — «державна гвинтівка», «комісійна гвинтівка») — німецька магазинна гвинтівка з ковзаючим затвором, створена в 1888 році в якості рядової зброї німецької армії.

## Історія
У 1886 році на озброєння французької армії була прийнята гвинтівка Lebel M1886. Це була перша гвинтівка на бездимному пороху. Її застосування дозволило зменшити калібр до 8 мм (старі французькі гвинтівки мали калібр 11 мм). Кулі калібру 8 мм мали більш високу швидкість і більш настильну траєкторію польоту, завдяки чому постріл був влучнішим.
З прийняттям на озброєння нової французької гвинтівки німецька гвинтівка Mauser Model 1871 стала застарілою моделлю. Тому Комісія Експериментальної Зброї Піхоти почала роботу над новою гвинтівкою, наступницею Mauser M1871/84. Спочатку планувалося модернізувати цю зброю і його боєприпаси шляхом зміни калібру з 11 до 7,9 мм і заміни чорного пороху на бездимний. Але створена таким чином зброя не було б перспективною. Прусська збройова комісія (GewehrPrufungsKomission, GPK) прагнула створити найкращу рушницю, використовуючи компоненти різного походження. Тому нова гвинтівка і патрон повинні були використовувати кращі конструктивні рішення європейських країн. Новий патрон 7,9 mm Patrone 88 був одним з перших гвинтівкових патронів без закраїни. Завдяки цьому конструкція магазина спростилася. Вона була скопійована з австрійської гвинтівки Mannlicher M1886. Поздовжньо-ковзний поворотний затвор розробив зброяр урядового арсеналу в Шпандау — Луї Шлегельмільх (Luis Schlegelmilch). Форма і крок різьби ствола були скопійовані з гвинтівки Лебеля. У той час провідний у Німеччині виробник гвинтівок, Маузер до розробки гвинтівки стосунку не мав.
Випробування нової гвинтівки було завершено в листопаді 1888 року, і її негайно взяли на озброєння. 12 листопада 1888 року імператор Вільгельм II підписав наказ про прийняття нової гвинтівки на озброєння під позначенням Gewehr 88. Швидко розроблена Комісією гвинтівка отримала прізвисько «комісійної».

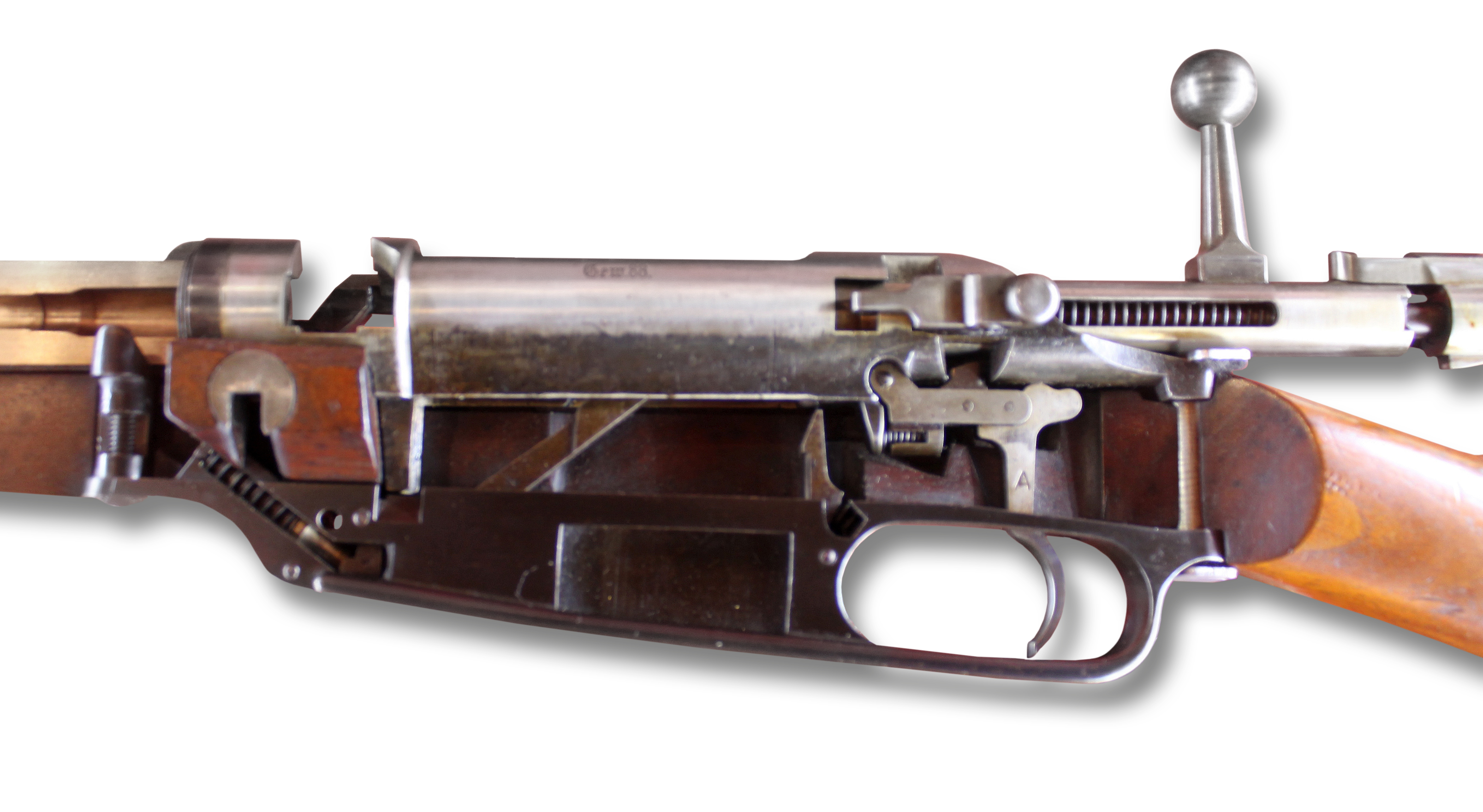
Будова

Перша серія гвинтівок Gewehr 88 була випущена навесні 1889 року. Усвідомлюючи перевагу, яку гвинтівка Лебель давала французам, німецька армія запускала Gew 88 у виробництво якнайшвидше. Заводи працювали цілодобово, щоб випускати 1,9 мільйона гвинтівок і карабінів всього за два роки. Всього гвинтівок Gewehr 88 виготовили близько 1 700 000 штук — все інше карабіни.

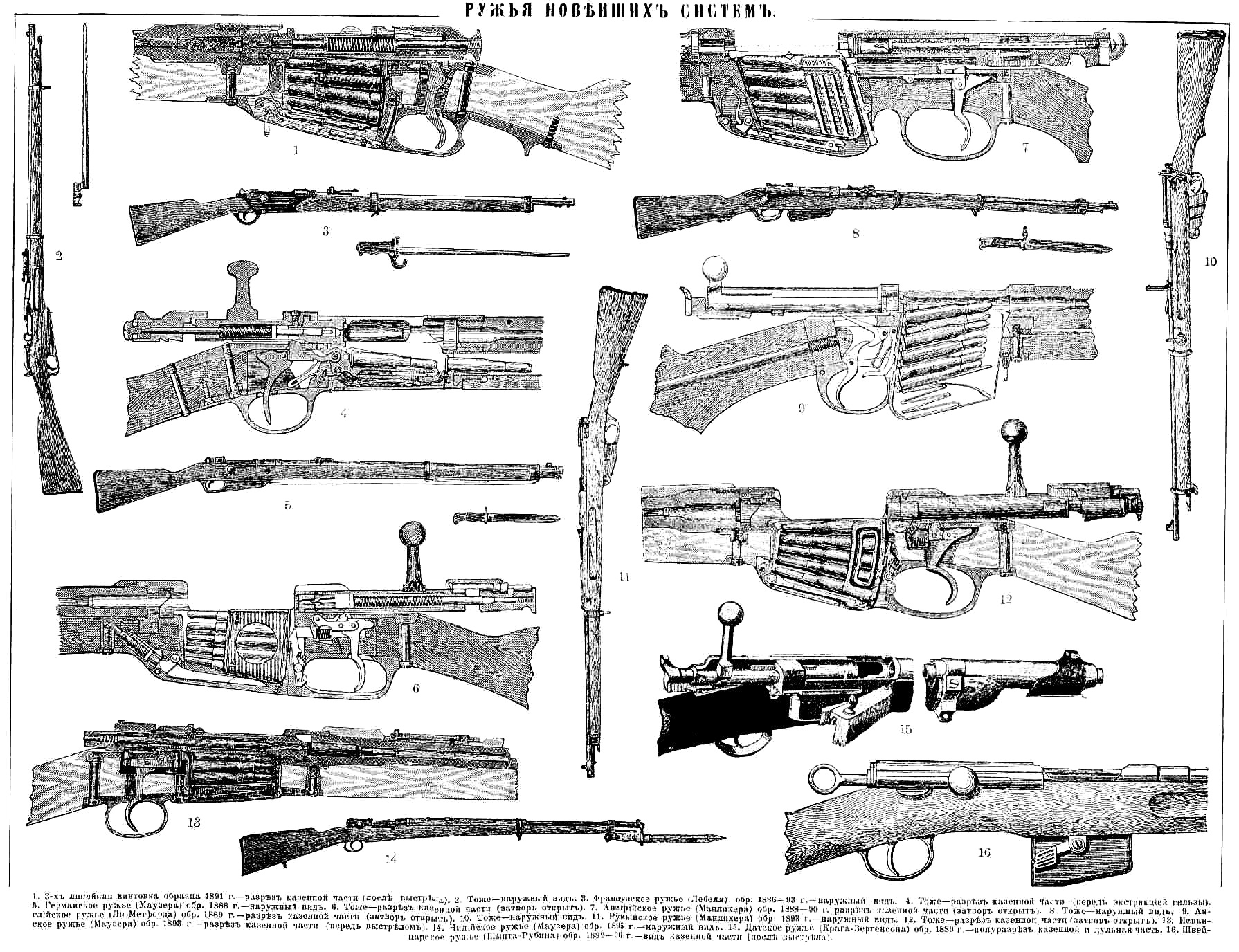
Порівняння конструкцій гвинтівок кінця 19 століття

У 1898 році почалася її заміна гвинтівкою Mauser 98. Під час Першої світової війни Gewehr 88 була на озброєнні тільки тилових підрозділів німецької армії.
Одночасно з піхотної гвинтівкою в Німеччині був прийнятий на озброєння карабін, який був укороченою і полегшеною гвинтівкою. Карабін зразка 1888 року мав полегшений і укорочений ствол, укладений в сталевий кожух. Мушка і приціл
укріплені на кожусі, мушка тупа морська з «вушками» для захисту. Рамковий приціл, рукоятка затвора плоска і опущена вниз. Ні багнета, ні шомпола карабін не має. Майже ідентичний карабін Gew 91, випускався для артилеристів і спеціалізованих підрозділів, у тому числі екіпажів дирижаблів.
Стрімка розробка і випробування мали неминучі наслідки. Gew 88 був міцною, добре зробленою зброєю і значно перевершував Lebel. Тим не менш, у нього був кожух навколо ствола, призначений для його захисту від ударів і пошкоджень. Погіршення тепловиділення при тривалій стрільбі і конденсації вологи при цьому викликали іржу на стволі.
Проблеми були в кінцевому підсумку вирішені, але не раніше, ніж стався великий скандал у пресі.

## Оцінка зброї
Боєприпаси: Завдяки вдалій зовнішній формі патрони добре вкладаються в обоймі, займають мало місця в магазині гвинтівки, подаються і досилаються затвором без затримок і дозволяють зробити затвор невеликого діаметра, що полегшує весь затвор і ствольну коробку. Тупоконечна куля в мельхіорової оболонці важить 14,62 г, заряд бездимного пороху 2,5 г. Початкова швидкість кулі 635 м/с. Вага патрона 27,32 р.
Гвинтівка: Німецька гвинтівка була досконаліша сучасних їй Лебель, Мурата і Гедес—Кропачека — гвинтівок однакового калібру. З недоліків можна вказати на слабку конструкцію ствола, зайвий кожух на ньому і більш повільне відкривання затвора порівняно з гвинтівкою Манліхера 1888.
Gew 88 отримала велику кількість критики від шанувальників гвинтівок, частково через її дійсні недоліки, але також, просто через те, що вона не маузер. Часто висловлювали думку про те, що Комісія повинна була чекати, поки Маузер не поліпшить конструкцію, над яким він уже працював. Фактично, комісія, була права, тому що дозволяла якомога швидше взяти зброю в експлуатацію.
Наступний проект Маузера (Бельгійський M1889) був доведений до розуму в 1892 році, а до цього часу французька армія була повністю переозброєна Лебелем і мала б значну перевагу над німцями. У той час як бельгійський M1889 не набагато перевершував «Комісійну гвинтівку», наступна конструкція Маузера, безумовно, була кращою, але вона сильно запізнилася.
7 мм «Іспанський маузер» M1893 став класичним, він зберіг кращі риси бельгійської моделі, відкинувши непотрібний кожух. Внутрішній однорядний магазин був замінений на дворядний, що зменшило його глибину, тому він був урівень, а не виступав знизу, як на попередніх моделях. Крім естетичної привабливості гладких ліній, це поліпшило баланс гвинтівки і захистило магазин.
І якщо б чекали її, то залишилися б до 1894 році з давньої гвинтівки Mauser Model 1871 проти Лебель у французів і гвинтівки Мосіна у російської армії, яка перевершувала не тільки Лебель, але і Gewehr 1888, будучи кращою гвинтівкою на 1891 рік.